# Dimidiochromis
Dimidiochromis è un genere di pesci ossei d'acqua dolce appartenenti alla famiglia dei Ciclidi (sottofamiglia Pseudocrenilabrinae), endemici del lago Malawi e di pochi bacini circostanti.

## Distribuzione e habitat
I Dimidiochromis sono endemici del Lago Malawi, alcune specie si possono trovare anche nel Lago Malombe e nel fiume Shire, situati nelle immediate vicinanze del lago Malawi.

## Specie
Il genere Dimidiochromis comprende 4 specie:
- Dimidiochromis compressiceps (Boulenger, 1908);
- Dimidiochromis dimidiatus (Günther, 1864);
- Dimidiochromis kiwinge (Ahl, 1926);
- Dimidiochromis strigatus